# José Luis Lacruz Berdejo
José Luis Lacruz Berdejo (Zaragoza, 4 de febrero de 1921-Ibidem., 23 de noviembre de 1989) fue un jurista español.

## Biografía
Hijo de José Lacruz Casamayor y de Elena Berdejo Casañal. Su padre era propietario de la tienda de tejidos Almacenes La Palma, situada en la capital aragonesa. Fue su tío materno Francisco Palá Mediano quien de alguna manera actuaría de maestro en lo que al Derecho respecta.
Licenciado por la Universidad de Zaragoza en 1943, empezó a dar clases al año siguiente de graduarse, y se doctoró en 1947. Catedrático desde 1954, fue decano hasta que se mudó a Madrid en 1977, donde continuó su labor docente a través de la Cátedra de Derecho en la Facultad de Ciencias Políticas y Sociología de la Universidad Complutense de Madrid y, posteriormente en la Facultad de Derecho de la misma Universidad.
Sus numerosos estudios y conocimientos de Derecho Foral le convirtieron en un referente en el tema, así como otros relacionados, tales como Derecho de sucesiones, Derecho de familia, Derecho Inmobiliario, Derecho Aragonés.
Su obra Elementos de Derecho civil compuesta de ocho volúmenes es material de estudio en varias facultades de Derecho españolas.
Creó la Academia Aragonesa de Ciencias Sociales en Zaragoza, valorada como una escuela de democracia en la universidad. Sus intereses políticos no tuvieron especial relevancia, por lo que se concentró en el estudio del Derecho y su pedagogía.
Como reconocimiento a su persona y obra, el ayuntamiento de Zaragoza dio su nombre a una calle.

## Obras
- El Derecho de sucesiones, Parte General. 1961.
- Derecho de familia. El matrimonio y su economía. 1963.
- Lecciones de Derecho Inmobiliario Registral. 1957.
- Derecho de sucesiones, 1971.
- Derecho de Familia, 1966.
- Elementos de Derecho civil, 1974
- Nociones de Derecho Civil Patrimonial e Introducción al Derecho, 1998